# 佐野史
佐野　史（さの ふみ、1970年4月 - ）は、日本の生物学者・教育学者である。現在群馬大学教育学部准教授。旧姓は熊谷。専門は植物生理学・植物細胞学。   

## 来歴・人物
- 1970年4月 出生。
- 1993年3月 東京大学理学部生物学科卒業
- 1998年3月 東京大学大学院理学研究科生物科学専攻修了
- 1999年7月 - 2001年8月 東京大学大学院新領域創成科学研究科助手
- 2004年10月 - 2007年3月 群馬大学教育学部理科専攻助教授
- 2007年4月 - 群馬大学教育学部理科専攻准教授

2001年に結婚したが、旧姓の熊谷史名義で研究を行っていたため、併用して佐野（熊谷）史と称している場合もある。

## 専門分野
植物細胞学
- 培養細胞の使い道
- 植物生理学

## 著書・論文

### 著書（共著）
- 『Plant cell monographs』　（Springer-Verlag、2007年）
- 『Biotechnology in Agriculture and Forestry』 （Springer-Verlag、2004年）
- 『朝倉植物生理学講座１　植物細胞』　馳澤盛一郎・熊谷史　（朝倉書店、2002年）
- 『植物細胞の分裂　分裂装置とその制御機構』　熊谷史・馳澤盛一郎　（秀潤社、2000年）
- 『植物細胞の分裂　分裂装置とその制御機構』　馳澤盛一郎・熊谷史　（秀潤社、2000年）
- 『植物ホルモンと細胞の形』　馳澤盛一郎、熊谷史　（学会出版センター、1998年）
- 『植物の細胞を観る実験プロトコール』　熊谷史・馳澤盛一郎　（秀潤社、1997年）

### 論文
- 『ハイゴケの表裏決定要因』　 松本千恵・佐野（熊谷）史　（群馬大学教育学部紀要、2008年）
- 『実験室内で完結する緑葉の同化でんぷん検出方法の確立』　佐野（熊谷）史・片山雄介　（群馬大学教育実践研究、2007年）

他多数    